# Panama-Kapuzineraffe

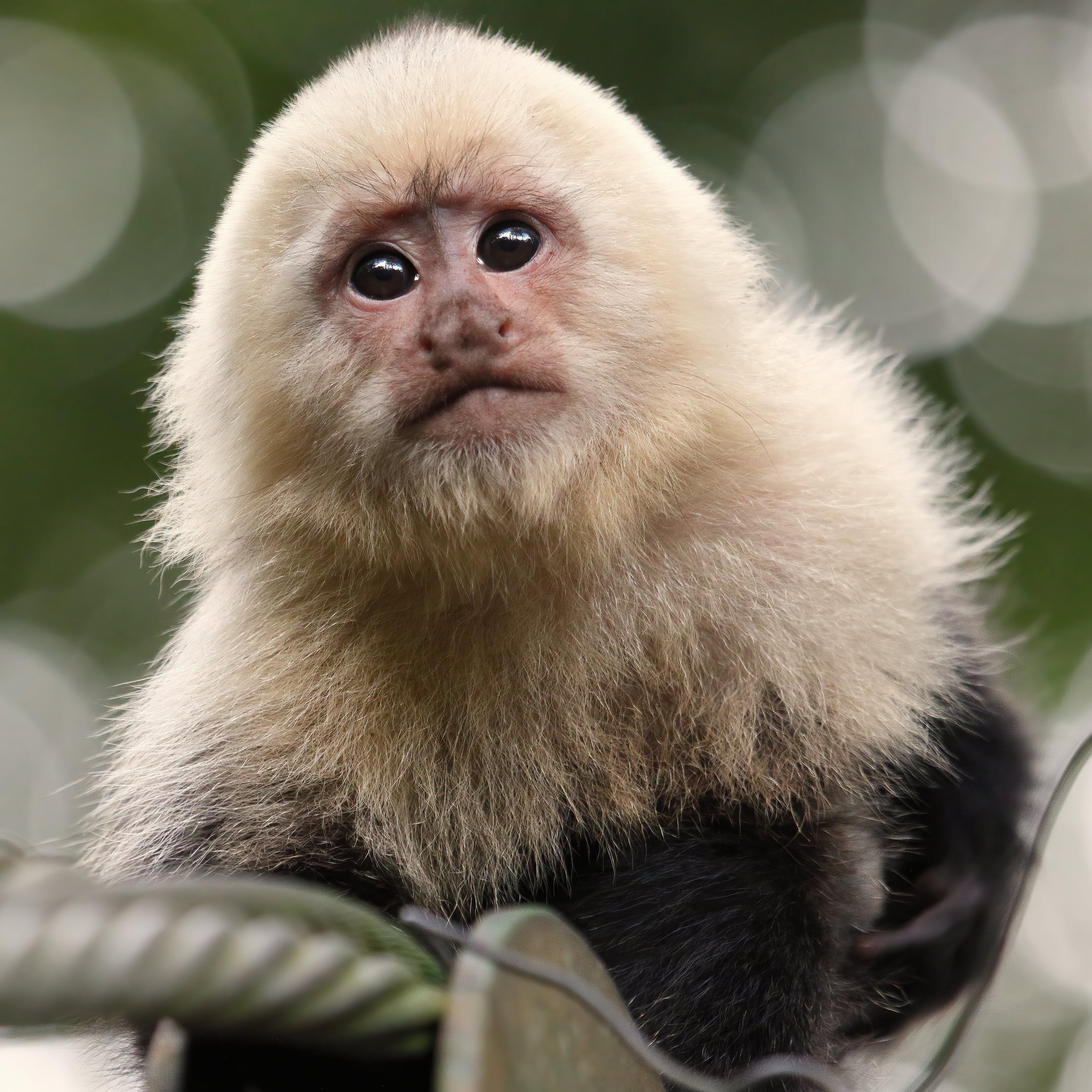
Panama-Kapuzineraffe, Costa Rica

Der Panama-Kapuzineraffe (Cebus imitator) ist eine Primatenart aus der Gattung der Kapuzineraffen innerhalb der Neuweltaffen. Er kommt im westlichen Panama, in Costa Rica sowie auf der karibischen Seite von Nicaragua und Honduras vor.

## Merkmale
Panama-Kapuzineraffen erreichen Kopf-Rumpf-Längen von 34 bis 42 cm, dazu kommt noch ein 43 bis 46 cm langer Schwanz. Männchen sind mit einem Gewicht von 3,7 bis 3,9 kg mehr als ein Kilogramm schwerer als die Weibchen, die 2,6 bis 2,7 kg erreichen. Äußerlich sind die Affen fast nicht vom Weißschulterkapuziner (Cebus capucinus) zu unterscheiden. Weibchen besitzen jedoch leicht bräunlich getönte, etwa 4 cm lang werdende Haare auf der Stirn, die mit dem ansonsten weißen Gesicht kontrastieren.

## Lebensweise
Die Tiere leben in Regen-, Trocken- und Bergwäldern vom Meeresspiegel bis in Höhen von 1500 Metern und gehen auch in Mangroven. In weiten Teilen des Verbreitungsgebietes gibt es ausgeprägte Jahreszeiten mit einer Regen- und einer Trockenzeit. Sie sind während des größten Teil des Tages aktiv und werden in der Regel schon kurz vor Sonnenaufgang munter. Im saisonalen Feuchtwald der Insel Barro Colorado verbrachte eine Panama-Kapuzineraffengruppe 28 % der Tageszeit mit Nahrungssuche und -verzehr, 47 % mit Fortbewegung und 11 % mit Komfortverhalten oder Sozialer Körperpflege, spielen oder andere Aktivitäten. Geruht haben sie vor allem während der Mittagszeit; dies machte 14 % der Tagesaktivität aus. Im Trockenwald des costa-ricanischen Santa Rosa National Park muss wesentlich mehr Zeit für die Nahrungssuche verwendet werden. Diese machte 47 % der der Tagesaktivität aus, 37 % wurde für die Fortbewegung verwendet und 21 % zum Ausruhen. Soziale Interaktionen wurden nur sehr wenige beobachtet. Bei Panama-Kapuzineraffen sind Fälle von Werkzeuggebrauch bekannt: so hat eines dieser Tiere einen Ast verwendet, um eine Terciopelo-Lanzenotter (Bothrops asper) zu verscheuchen. Die durchschnittliche Gruppengröße liegt bei 16 Tieren, wobei die Weibchen meist in der Überzahl sind. Eine Gruppe hat ein Territorium mit einer Kern- und einer Randzone. Die Randzonen können sich mit denen anderer Kapuzineraffengruppen überschneiden, die Kernzone hat eine Gruppe immer für sich allein. Bei Begegnungen zweier Gruppen kommt es zu Drohungen zwischen den männlichen Tieren. Innerhalb einer Gruppe bilden Weibchen und Männchen voneinander unabhängige, hierarchische Strukturen. Das Alpha-Weibchen ist lediglich dem Alpha-Männchen untergeordnet und steht hierarchisch über den übrigen Männchen. Bei Auseinandersetzungen mit dem Alpha-Männchen kann es Bündnisse mit anderen Weibchen schließen, so dass sich die Weibchen zusammen z. B. beim Streit um Nahrung gegen das Alpha-Männchen durchsetzen können.
Weibchen bleiben für gewöhnlich in der Gruppe in der sie geboren wurden, während die Männchen die Gruppe mit dem Erreichen der Geschlechtsreife wechseln. In den meisten Fällen wechseln mehrere Männchen gleichzeitig die Gruppe und viele wechseln mehr als ein Mal in ihrem Leben. Akzeptieren die wechselnden Männchen die Hierarchie unter den Männchen der neuen Gruppe und ordnen sich dem Alpha-Männchen unter, so geschieht der Gruppenwechsel friedlich, versuchen sie das Alpha-Männchen zu verdrängen so kommt es starken Aggressionen und Kämpfen. Bei einem nicht friedlichen Gruppenwechsel sterben über 80 % der weniger als ein Jahr alten Jungtiere innerhalb von einem Jahr nach dem Gruppenwechsel. Gruppenwechsel finden vor allem während der Trockenzeit statt. Gemischte Gruppen mit Totenkopfaffen, wie sie in Südamerika häufig vorkommen, gibt es beim Panama-Kapuzineraffen nur selten.
Zu den Beutegreifern, die Panama-Kapuzineraffen jagen gehören Puma, Jaguar, Jaguarundi, Ozelot, Langschwanzkatze, Tayra, Kojote, Brillenkaiman, die Kaiserboa (Boa imperator) und verschiedene Greifvögel, darunter der Schwarzbussard (Buteogallus urubitinga). In Gefangenschaft gehaltene Panama-Kapuzineraffen wurden bis zu 55 Jahre alt. Panama-Kapuzineraffen geben unterschiedliche Alarmrufe von sich, je nachdem ob die Gefahr aus der Luft oder vom Boden kommt. Zu mehreren und wenn es vom Kräfteverhältnis her möglich ist, verteidigen sie sich aktiv gegenüber terrestrischen Beutegreifern.

## Ernährung

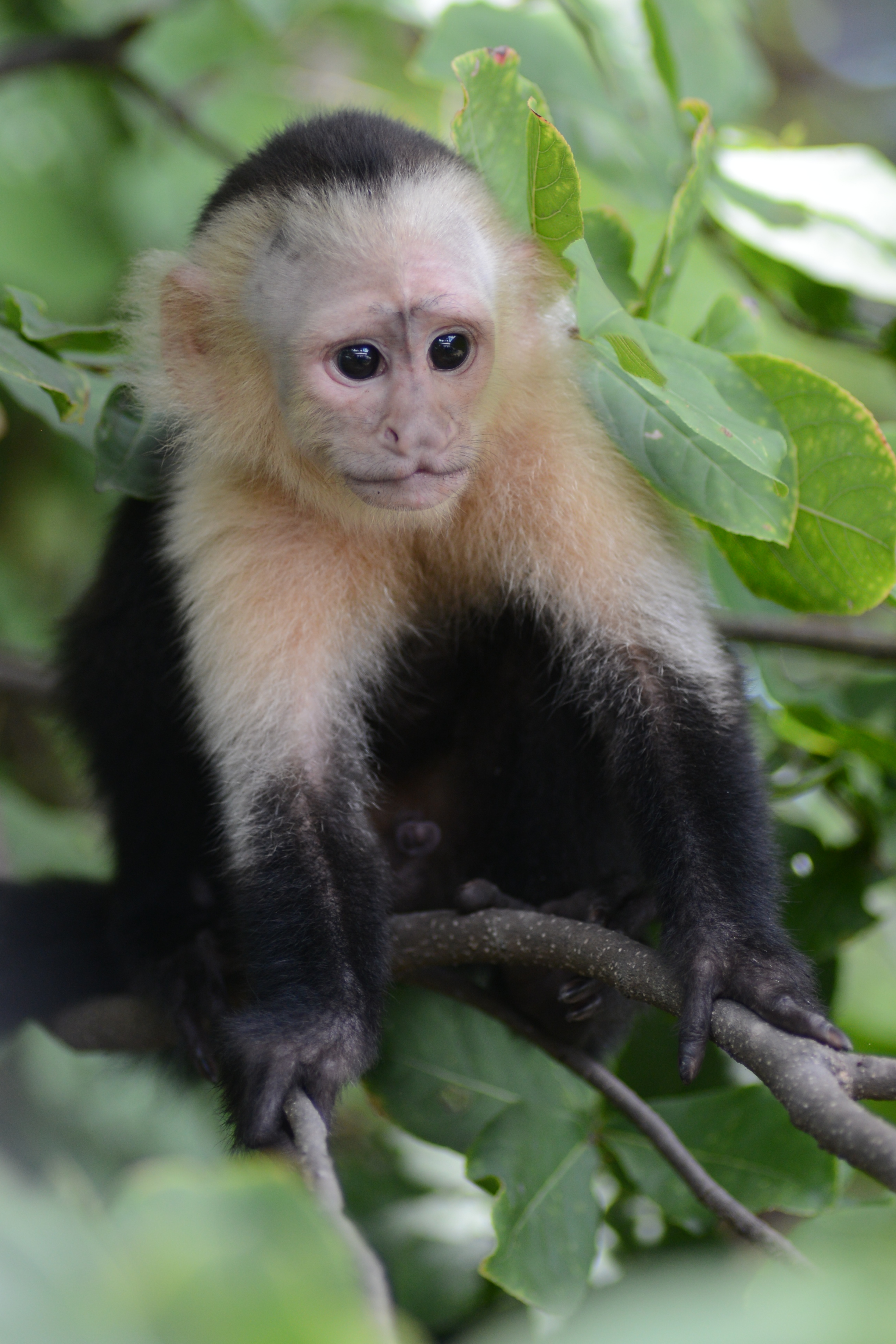
Jungtier

Panama-Kapuzineraffen ernähren sich von Früchten, Blüten, Blättern, frischen Trieben, Baummark, Nektar, Insekten, Krabben, Schnecken, Muscheln, Fröschen, Echsen (Anolis und kleine Schwarzleguane), Eier, Nestlinge und gerade flügge gewordene Jungvögel, Bunthörnchen, jungen Weißrüssel-Nasenbären und Baumratten. Um junge Weißrüssel-Nasenbären zu erbeuten kooperieren mehrere Affen. Einige lenken die Elterntiere ab, während andere die Jungen ergreifen. Nach Untersuchungen in Costa Rica stellen Bunthörnchen etwa 25 % der Beutetiere der Affen dar, weitere 25 % sind junge Weißrüssel-Nasenbären und etwa 40 % Eier und Jungvögel. Vögel, deren Nester geplündert werden, sind Hokkohühner, Nachtschwalben, Steißhühner, Spechte, Reiher, Enten, Zaunkönige und der Weißkehl-Elsternhäher (Calocitta formosa). Sehr gern werden Insektenlarven verspeist und um Stacheln oder giftige Haare zu entfernen, werden diese, manchmal sogar eingewickelt in ein Blatt, auf einem Ast gerollt. Der Durst wird oft durch kleine Wasservorkommen der sich in Astlöchern befindet gestillt. In der Trockenzeit kann der Bewegungsraum der Affen durch die verfügbaren Wasserquellen eingeschränkt sein. Nutzen zwei Gruppen dieselbe Wasserquelle so kann es zu spannungsgeladenen Zusammentreffen kommen.

## Fortpflanzung
Weibliche Panama-Kapuzineraffen bekommen in der Regel im Alter von sieben Jahren ihr erstes Jungtier. Männchen werden mit zehn Jahren geschlechtsreif. Die Fortpflanzung findet das ganze Jahr über statt, die meisten Jungtiere werden aber während der Trockenzeit geboren. In einer Gruppe können sich alle Männchen fortpflanzen, bei 63 bis 84 % der Jungtiere ist aber das Alpha-Männchen der Vater. Untergeordnete Männchen paaren sich oft mit noch nicht geschlechtsreifen Weibchen.

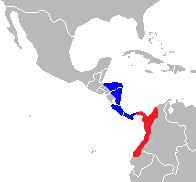
Blau, das Verbreitungsgebiet des Panama-Kapuzineraffen, rot, das des Weißschulter-Kapuzineraffen

## Systematik
Der Panama-Kapuzineraffe wurde erstmals im Jahr 1903 durch den britischen Zoologen Oldfield Thomas beschrieben. Die Terra typica liegt auf einer Höhe von 1350 Metern im Bezirk Boquete in der Provinz Chiriquí im westlichen Panama. In vielen späteren Veröffentlichungen wurde die Art mit dem südamerikanischen Weißschulterkapuziner (Cebus capucinus) synonymisiert. 1949 beschrieb der Mammaloge Philip Hershkovitz eine Kapuzineraffenform von der honduranisch-nicaraguanischen Grenze unter dem wissenschaftlichen Namen Cebus limitaneus und bemerkte das diese kleiner sei als Cebus imitator und einen kleineren Schädel hat. Bei einer phylogenetischen Untersuchung auf der Basis molekularbiologischer Merkmale konnten Jean P. Boubli und Forscherkollegen im Jahr 2012 allerdings keine Unterschiede in der mitochondrialen DNA von Cebus limitaneus und der der übrigen mittelamerikanischen Kapuzineraffen feststellen und machten Cebus limitaneus deshalb zu einem Juniorsynonym von Cebus imitator. Die gleiche Untersuchung ergab, dass die mittelamerikanischen Kapuzineraffen vor 1,7 Millionen Jahren von den südamerikanischen Weißschulterkapuzineraffen isoliert wurden und der genetische Abstand entsprechend groß ist. Cebus imitator wurde deshalb wieder zu einer eigenständigen Art, was im Primatenband des Standardwerkes Handbook of the Mammals of the World so übernommen wurde.

## Gefährdung
Der Panama-Kapuzineraffe ist relativ häufig und gilt als ungefährdet. Er kommt in zahlreichen Nationalparks und Schutzgebieten vor, in Costa Rica unter anderen in Braulio Carrillo, Cerro Chirripó, Corcovado, Guanacaste, Manuel Antonio, Poás, Rincón de la Vieja und Tortuguero, in Panama in den Nationalparks Cerro Hoya, Coiba und Soberanía und in Honduras in den Nationalparks Cusuco, Jeannette Kawas und Pico Bonito.